# Подземка (фильм)
«Подземка» (англ. Subway) — французский кинофильм 1985 года. Стал третьим по популярности французским фильмом во Франции в 1986 году. Его посмотрели около трех миллионов зрителей.

## Сюжет
Главный герой фильма — Фред (Кристофер Ламберт), до начала фильма помогает Элен (Изабель Аджани) поднять покупки в дом. Она приглашает его на званый ужин, на котором он взрывает сейф её мужа (просто потому, что он ненавидит сейфы) и крадёт важные документы, после чего ему приходится скрываться в Парижском метро, где его ищут головорезы мужа Элен, а параллельно с ними, по просьбе Элен (чтобы уберечь от головорезов), - жандармы метрополитена.
В свою очередь, Фред влюбляется в Элен и в то же время пытается продать её мужу украденные документы.

## В ролях
- Изабель Аджани — Элен
- Кристоф Ламберт — Фред
- Жан Рено — барабанщик
- Ришар Боренже — продавец цветов
- Мишель Галабрю — комиссар Жебер
- Жан-Юг Англад — роллер
- Жан Буиз — начальник станции
- Жан-Пьер Бакри — инспектор Бэтмен
- Жан-Клод Лека — Робин
- Пьер-Анж Ле Пожам — Жан
- Эрик Серра — Энрико (бас-гитарист)

## Саундтрек
Подземка / Subway (Eric Serra) — 1985 OST
- 01 Subway
- 02 Guns And People

Corinne Marienneau / Eric Serra
- 03 — Burglary
- 04 — Masquerade
- 05 — Childhood Drama
- 06 — Man. Y
- 07 — Congabass
- 08 — Song To Xavier
- 09 — Speedway
- 10 — It’s Only Mystery

Corinne Marienneau / Eric
Serra / Louis Bertignac
- 11 — Drumskate
- 12 — Dolphin Dance
- 13 — Racked Animal
- 14 — Pretext
- 15 — Dark Passage II

Продолжительность: 00:43:23

## Создание
- Первоначально пару главных героев должны были играть Стинг и Шарлотта Рэмплинг[1]. Отказ звезд вынудил Люка Бессона позвонить Изабель Аджани и Кристоферу Ламберту.
- Фильм снимался в течение почти пяти месяцев на двенадцати станциях парижского метрополитена вне часа пик и в ночное время.[2]
- Сценарий фильма был плодом коллективного творчества пяти друзей Люка Бессона, включая и самого режиссёра. Приложил к нему руку и исполнитель главной роли — роли Фреда. Образ, созданный Ламбертом, совмещал в себе черты «Маленького Принца» и «Безумного Макса», отсюда и мотивация его поступков. На память о первоначальном образе главного героя оставили блондинистую панк-прическу и одержимость музыкой.
- Полный хронометраж фильма был на 40 минут больше.

## Номинации
Премия «Сезар» 1986
- Лучший фильм — «Подземка» (Subway) режиссёр Люк Бессон
- Лучший режиссёр — Люк Бессон
- Лучшая мужская роль — Кристоф Ламберт
- Лучшая женская роль — Изабель Аджани
- Лучшая мужская роль второго плана — Жан-Юг Англад, Жан-Пьер Бакри, Мишель Галабрю
- Лучшая музыка, написанная для фильма — Эрик Серра
- Лучшая операторская работа — Карло Варини
- Лучший монтаж — Софи Шмит
- Лучший плакат — Бернард Бернард

### Награды
- Премия «Сезар»
- Лучшая мужская роль Кристоф Ламберт